# Taylor Braun
Taylor Braun (Newberg, 6 luglio 1991) è un cestista statunitense.